# Нестеров, Вячеслав Никитович
Вячеслав Никитович Нестеров (23 декабря 1941, Челябинск — 7 сентября 2014) — советский хоккеист, защитник. Мастер спорта СССР.

## Биография
Воспитанник СК ЧИМЭСХ, тренер Николай Сидоренко. Выступал за челябинские команды «Буревестник» (1960/61), «Трактор» (1961/62 — 1968/69), «Металлург» (1970/71). Четыре сезона (1961/62 — 1964/65) отыграл в чемпионате СССР. В сезонах 1969/70 и 1971/72 выступал за «Горняк» / «Вымпел» Рудный.